# Sliudianka
Sliudianka (en ruso: Слюдянка) es una ciudad del óblast de Irkutsk, en Rusia, centro administrativo del raión homónimo. Está situada a orillas del lago Baikal, a la altura de la desembocadura del río Sliudianka al norte de los montes Jamar-Dabán, a 83 km al sudeste de Irkutsk. Su población se elevaba a 18.854 habitantes en 2009.

## Historia

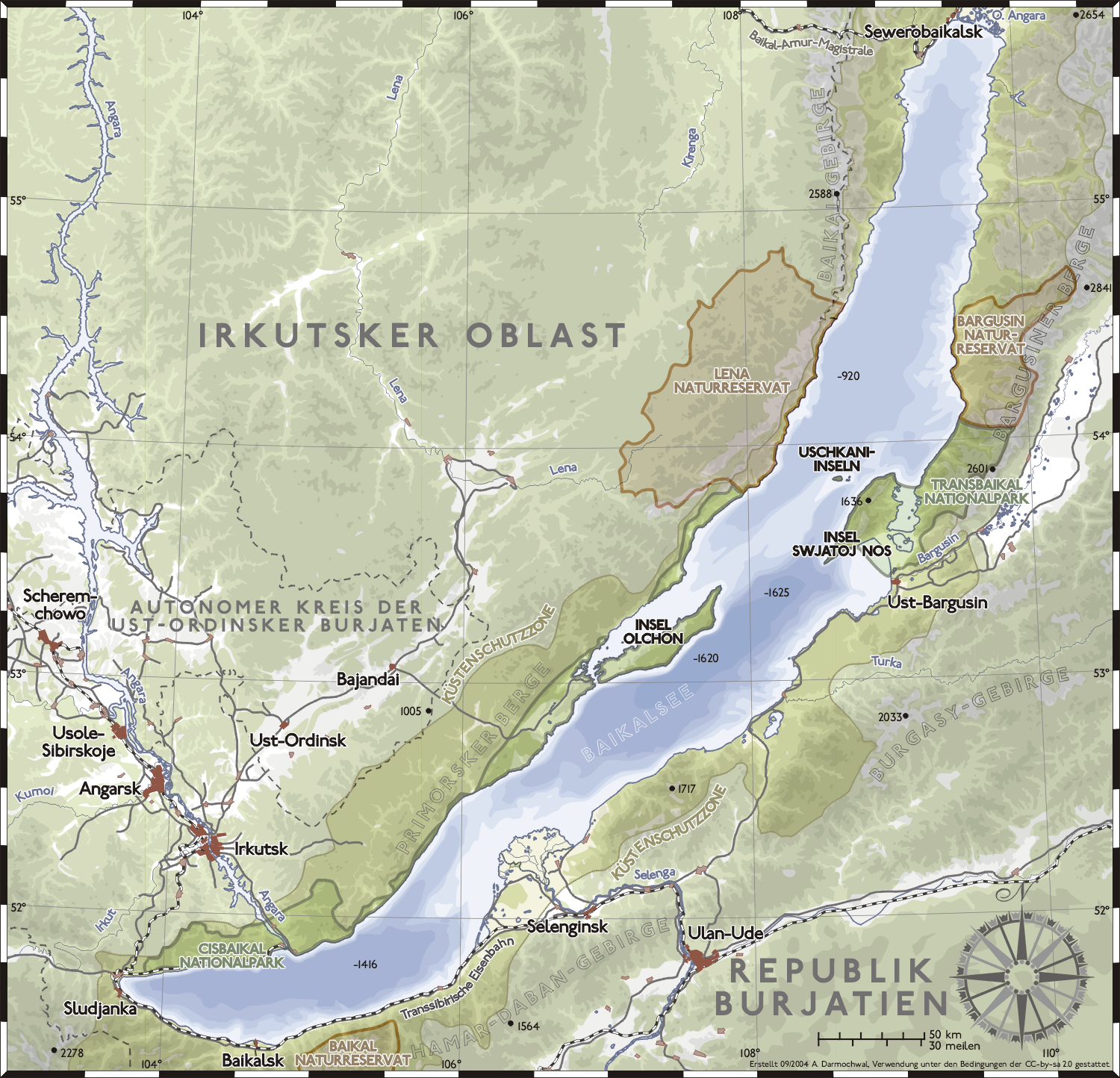
Mapa del lago Baikal donde aparece Sliudianka (Sludjanka)

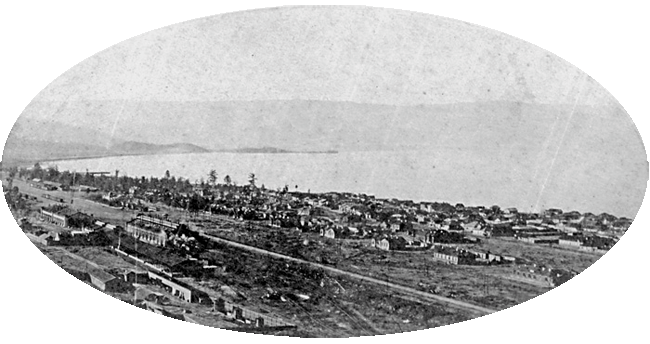
Sliudianka en 1914

En el siglo XVII, en 1647 fue erigido aquí un presidio que servía a la ciudad de Irkutsk. Se comenzó a explotar también los depósitos de mica flogopita, sliuda en ruso, que da nombre a la localidad y al río en las proximidades de la desembocadura del cual se encuentra la misma. 
En 1899, se edificó una estación en el recorrido del ferrocarril Transiberiano, alrededor del cual se fundó el asentamiento que dio origen a la ciudad, que recibió este estatus en 1936.

## Demografía
| 1959   | 1970   | 1979   | 1989   | 1998   | 2002   | 2008   |
| ------ | ------ | ------ | ------ | ------ | ------ | ------ |
| 21 400 | 20 600 | 19 800 | 19 872 | 21 000 | 19 118 | 18 912 |

## Economía y transporte
Sliudianka es un centro de fabricación de cemento y de materiales de construcción. Cuenta igualmente una fábrica de procesamiento de pescado y actividades ligadas al transporte ferroviario.
Sliudanka se encuentra sobre el ferrocarril Circumbaikal (hasta mediados del siglo XX parte del ferrocarril Transiberiano), en el kilómetro 5.311 desde Moscú. Su estación está construida enteramente en mármol blanco. En la ciudad hay servicios de autobuses y marshrutkas, minibuses. Irkutsk y Sliudianka está conectadas por una vía férrea electrificada.

## Galería

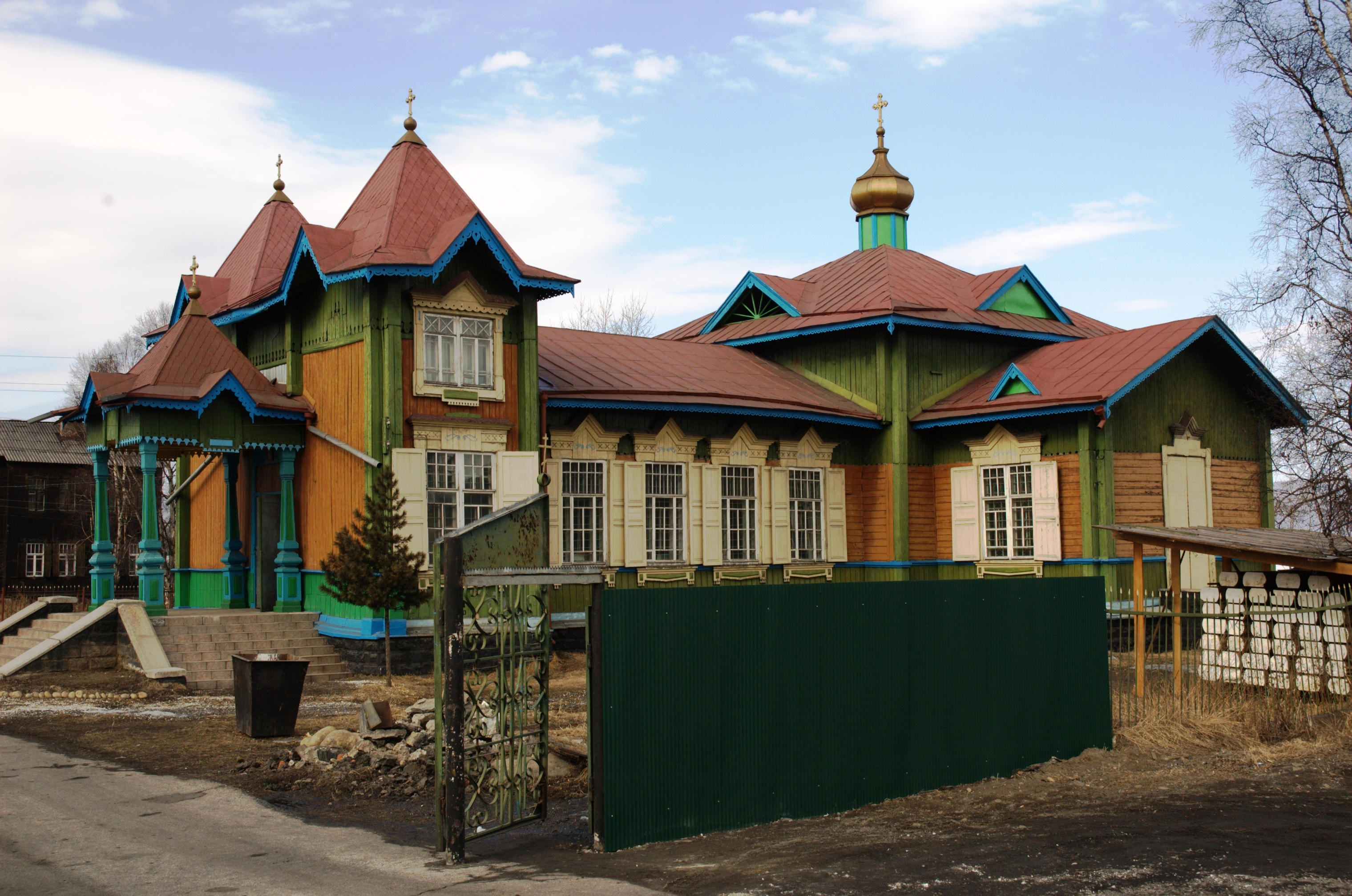
Iglesia en Sliudianka.
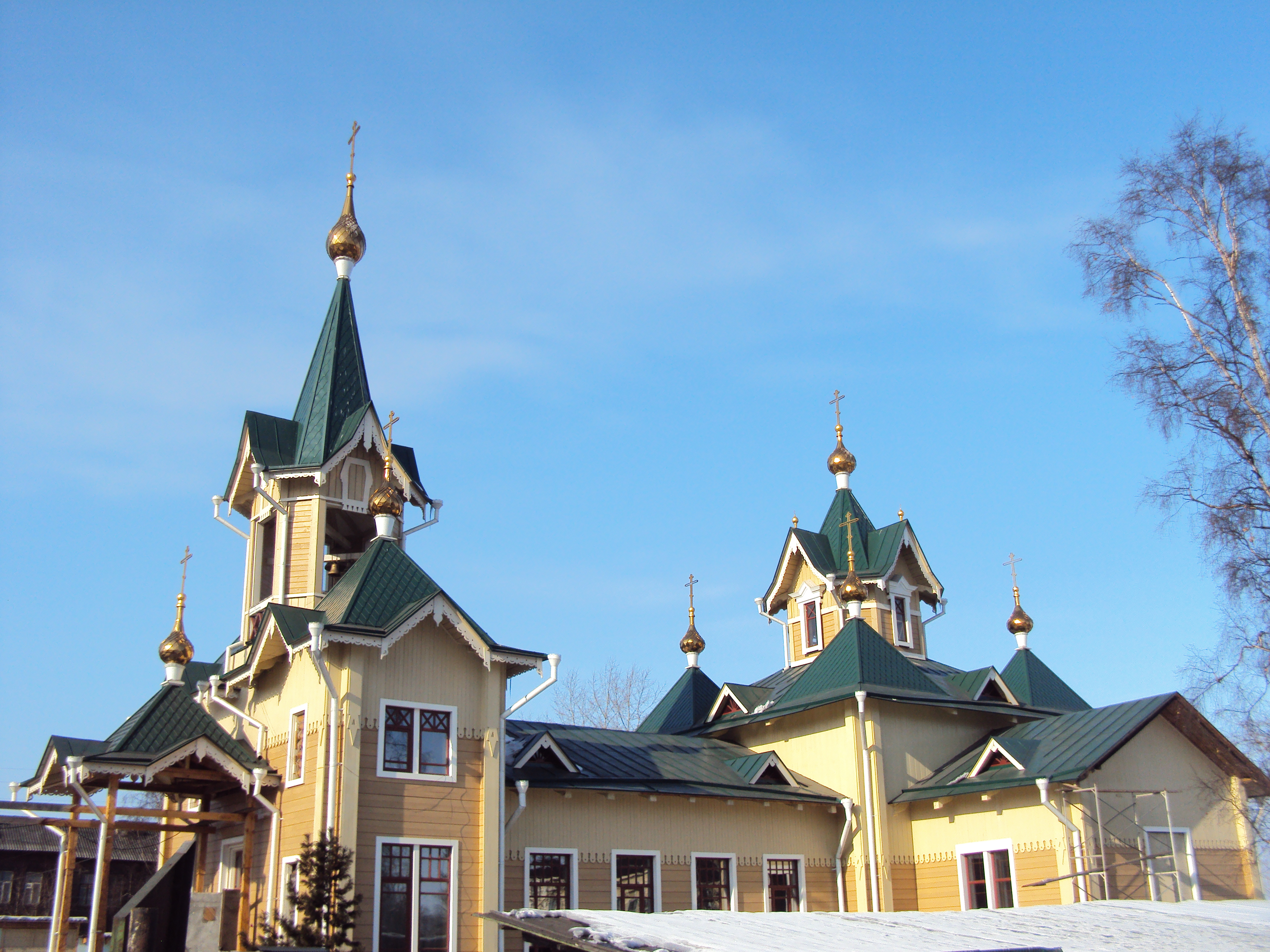
Iglesia de San Nicolás.
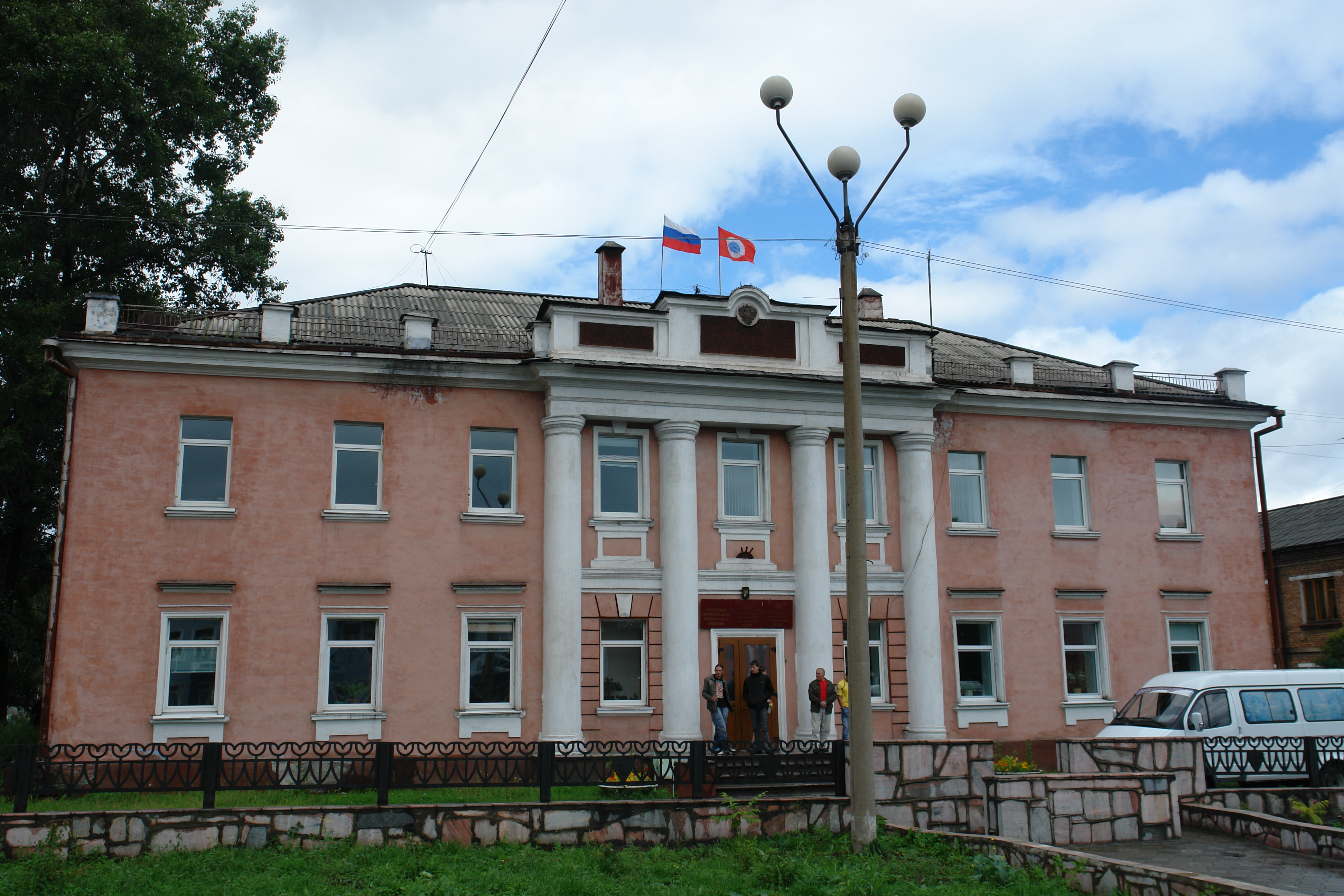
Edificio de la administración del raión.
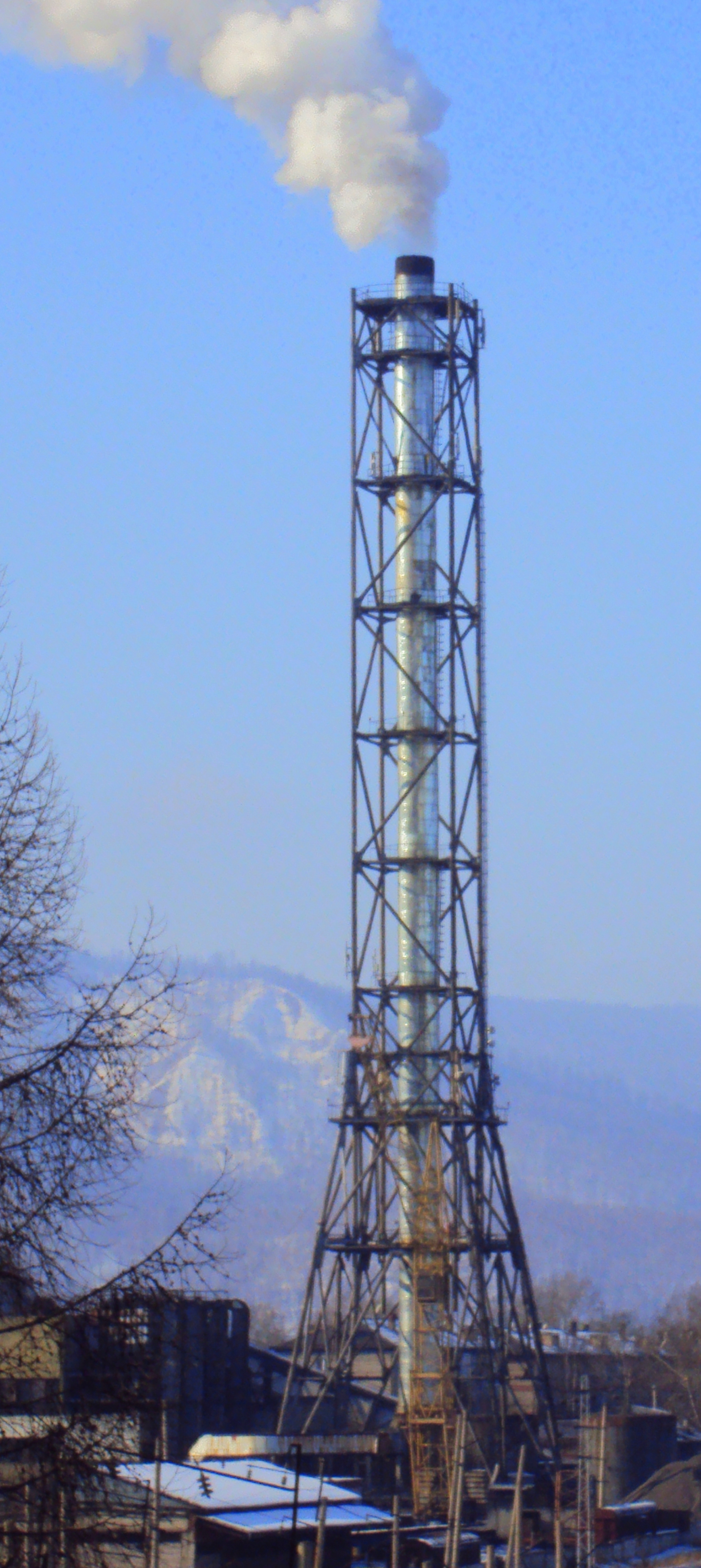
Chimenea del sistema de calefacción central de la localidad.
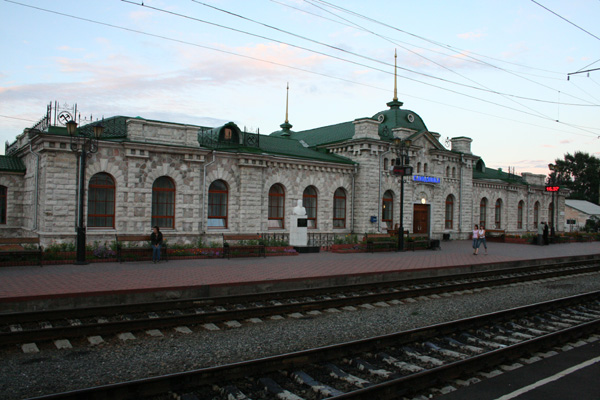
Edificio de la estación.
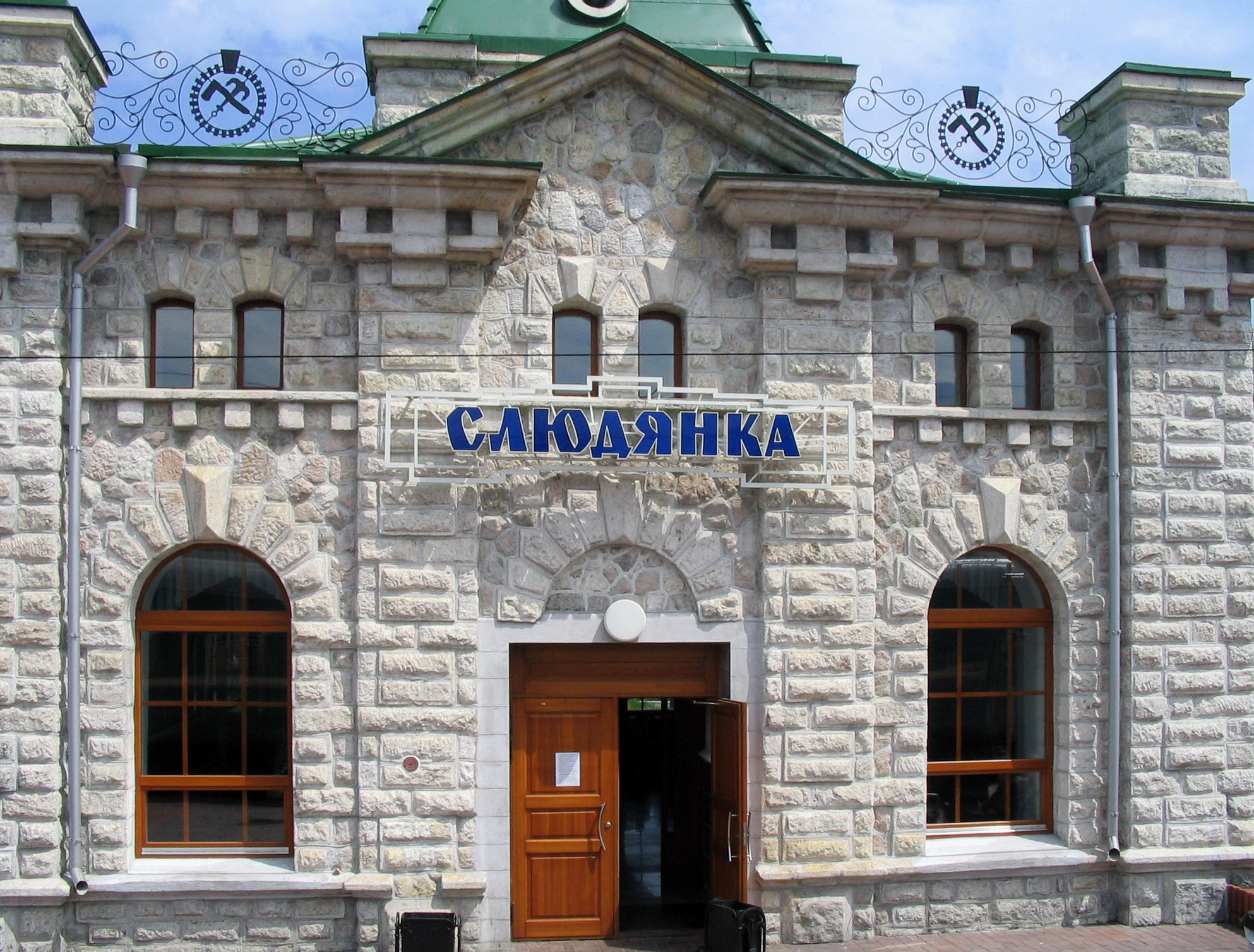
Detalle de la fachada de la estación.
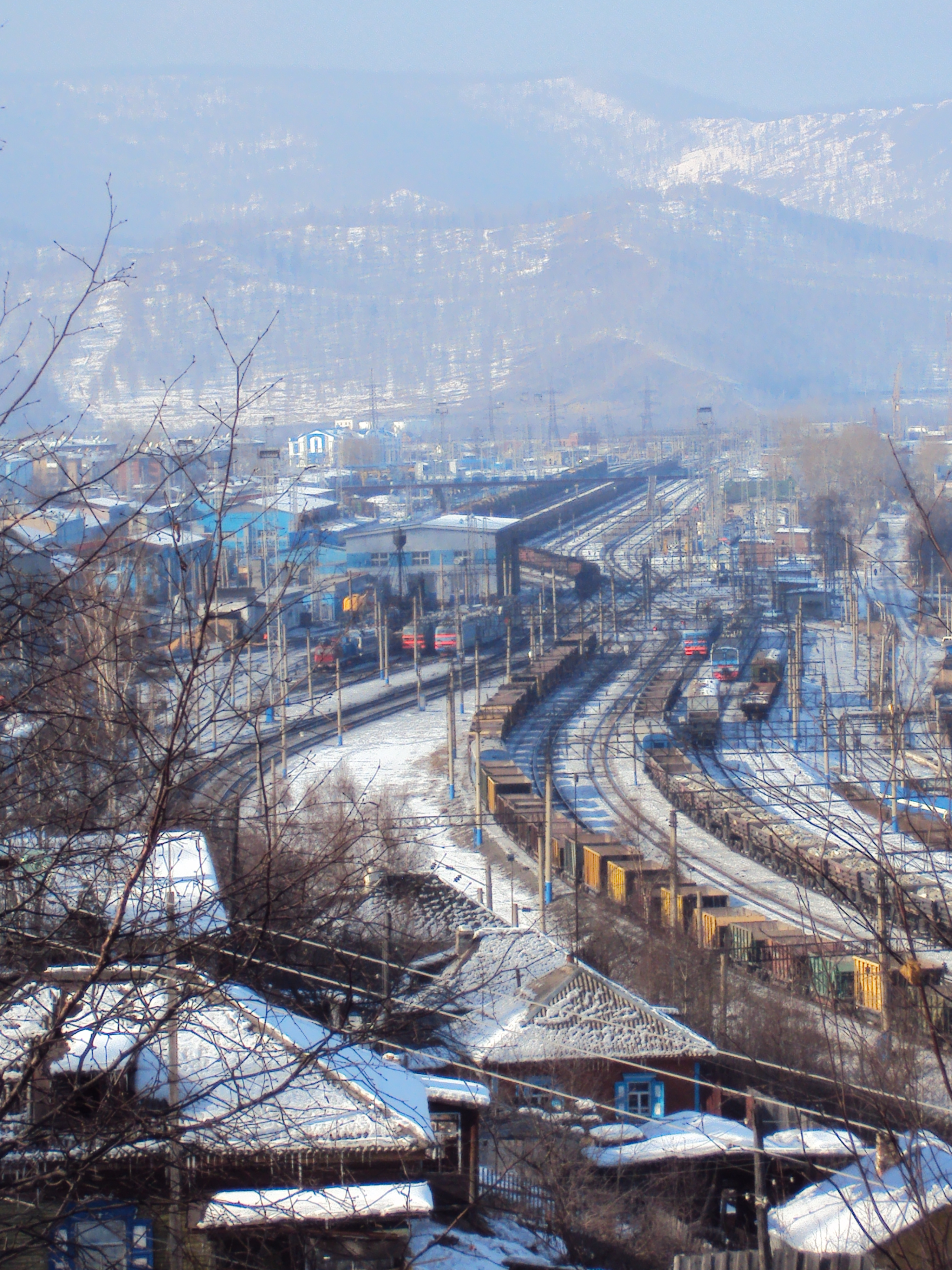
Transporte en Sliudianka-I.
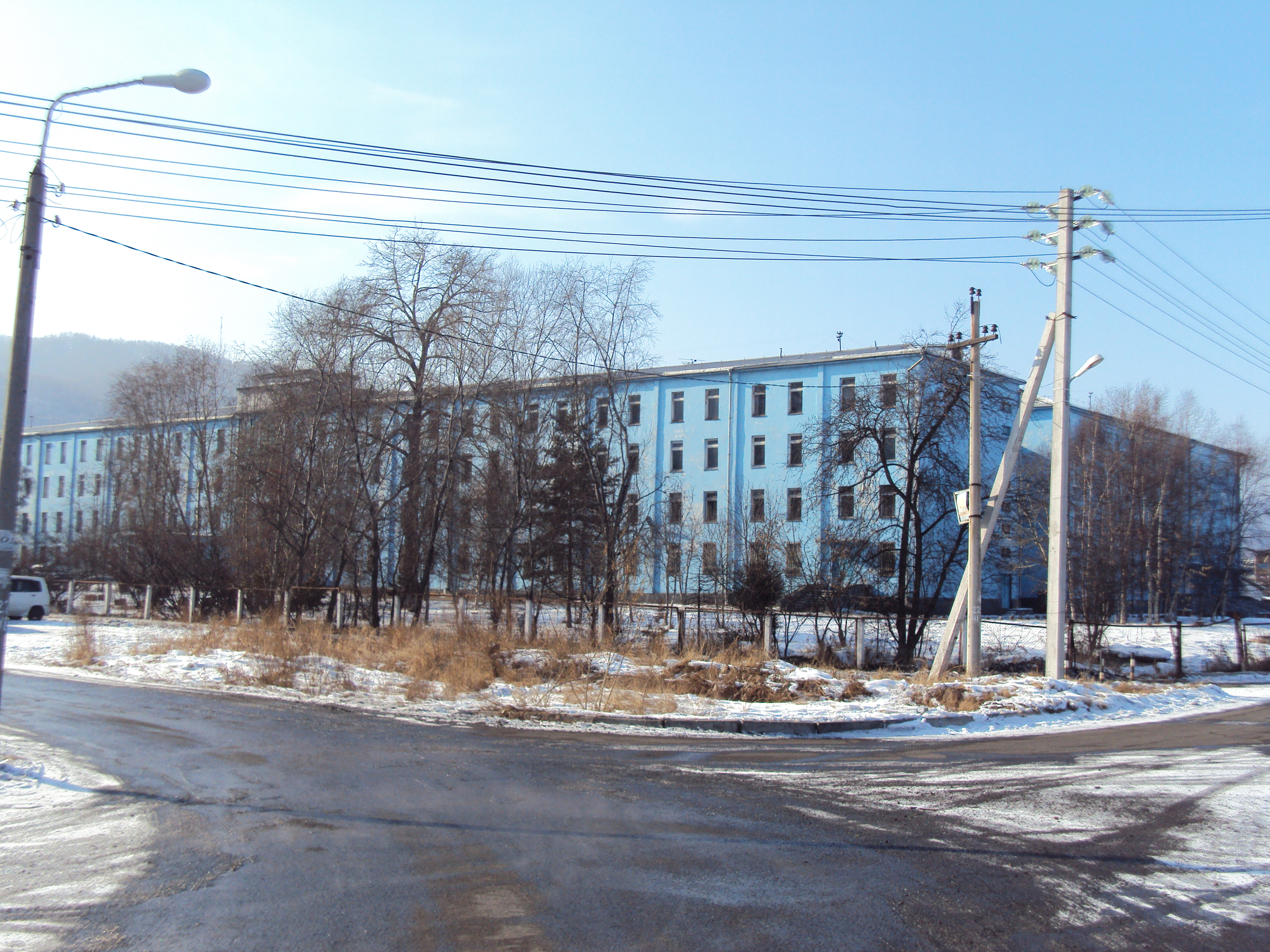
Hospital de Sliudianka.
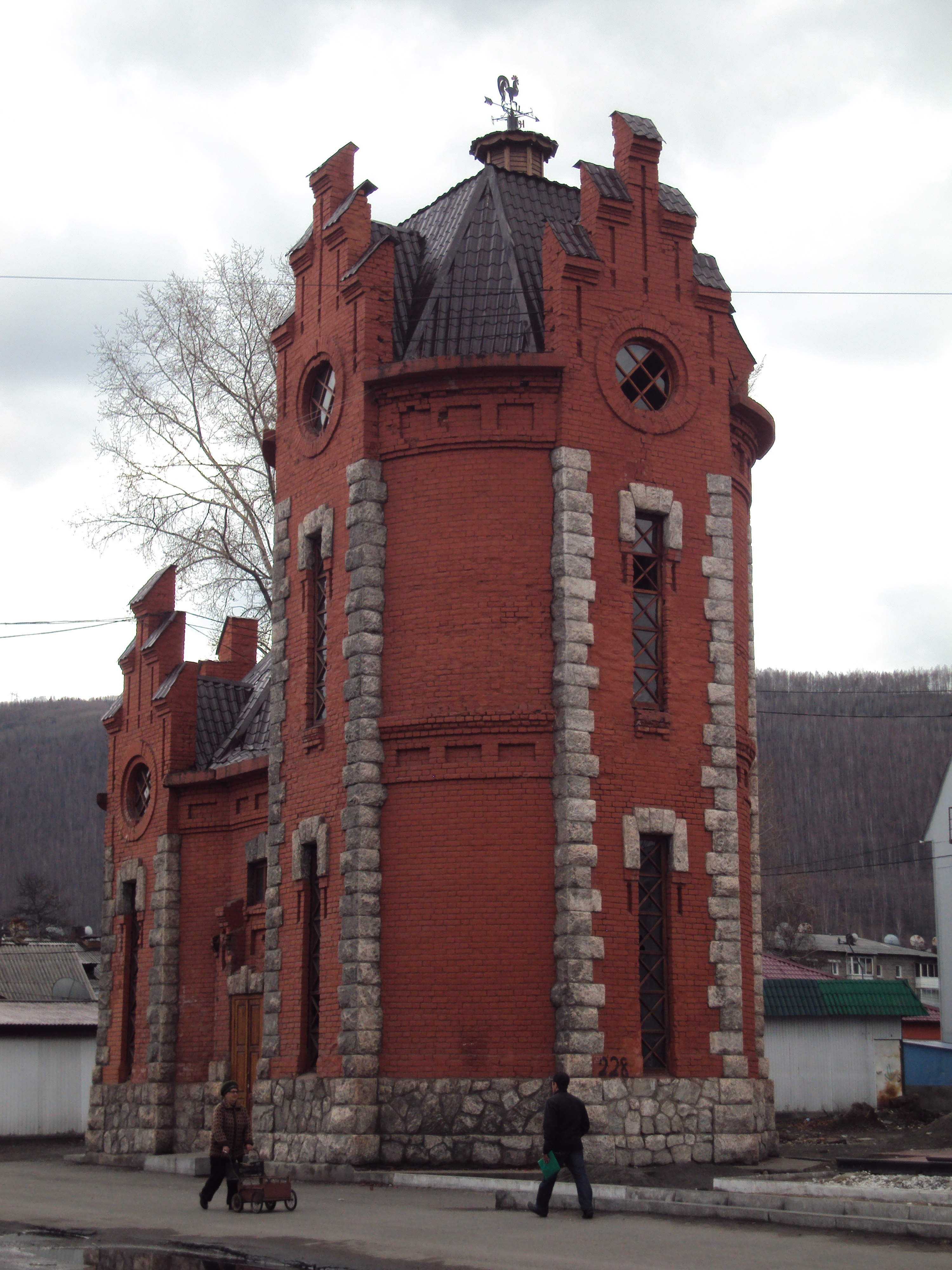
Depósito de agua.
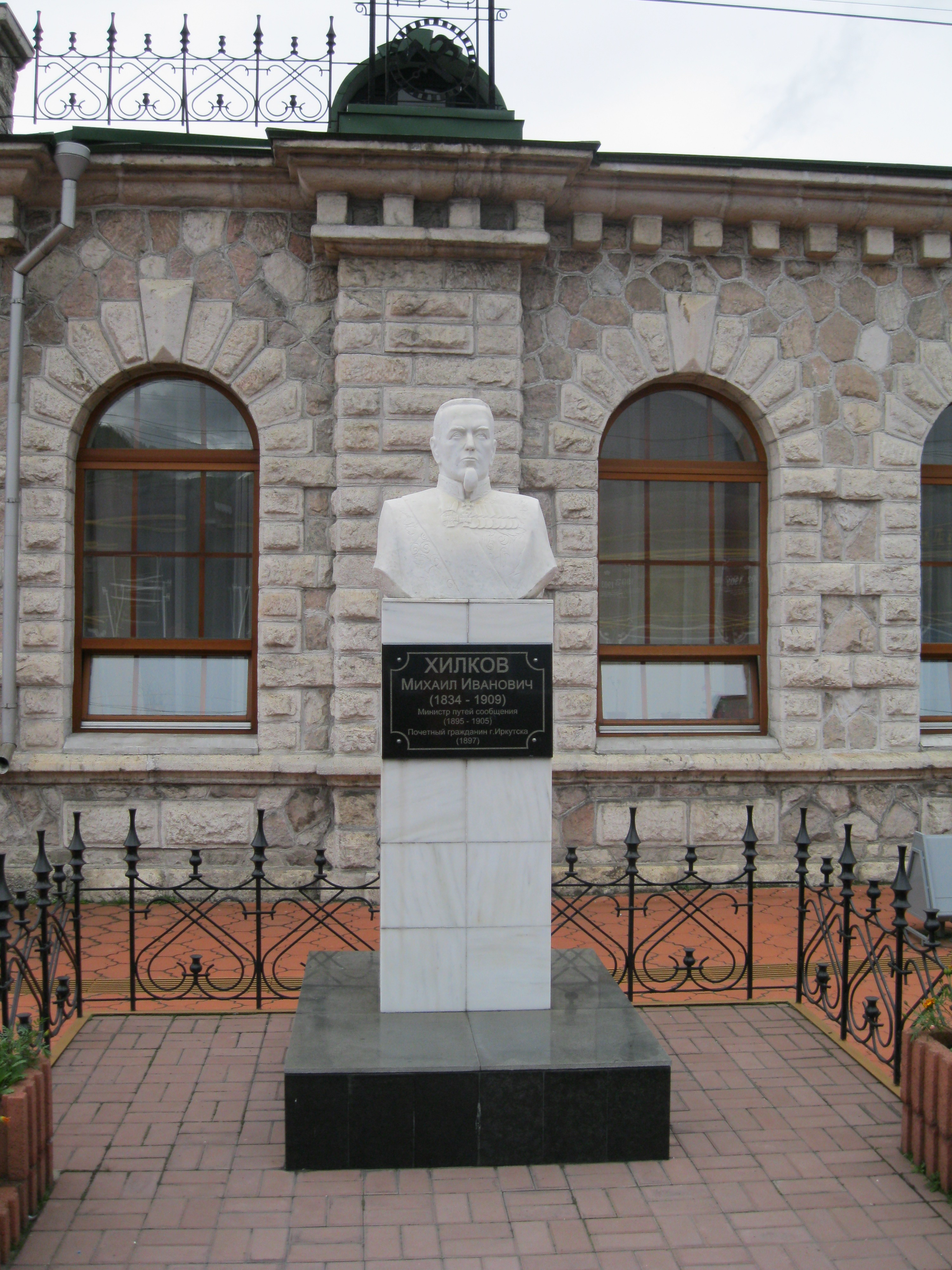
Busto al ministro Mijaíl Jilkov.
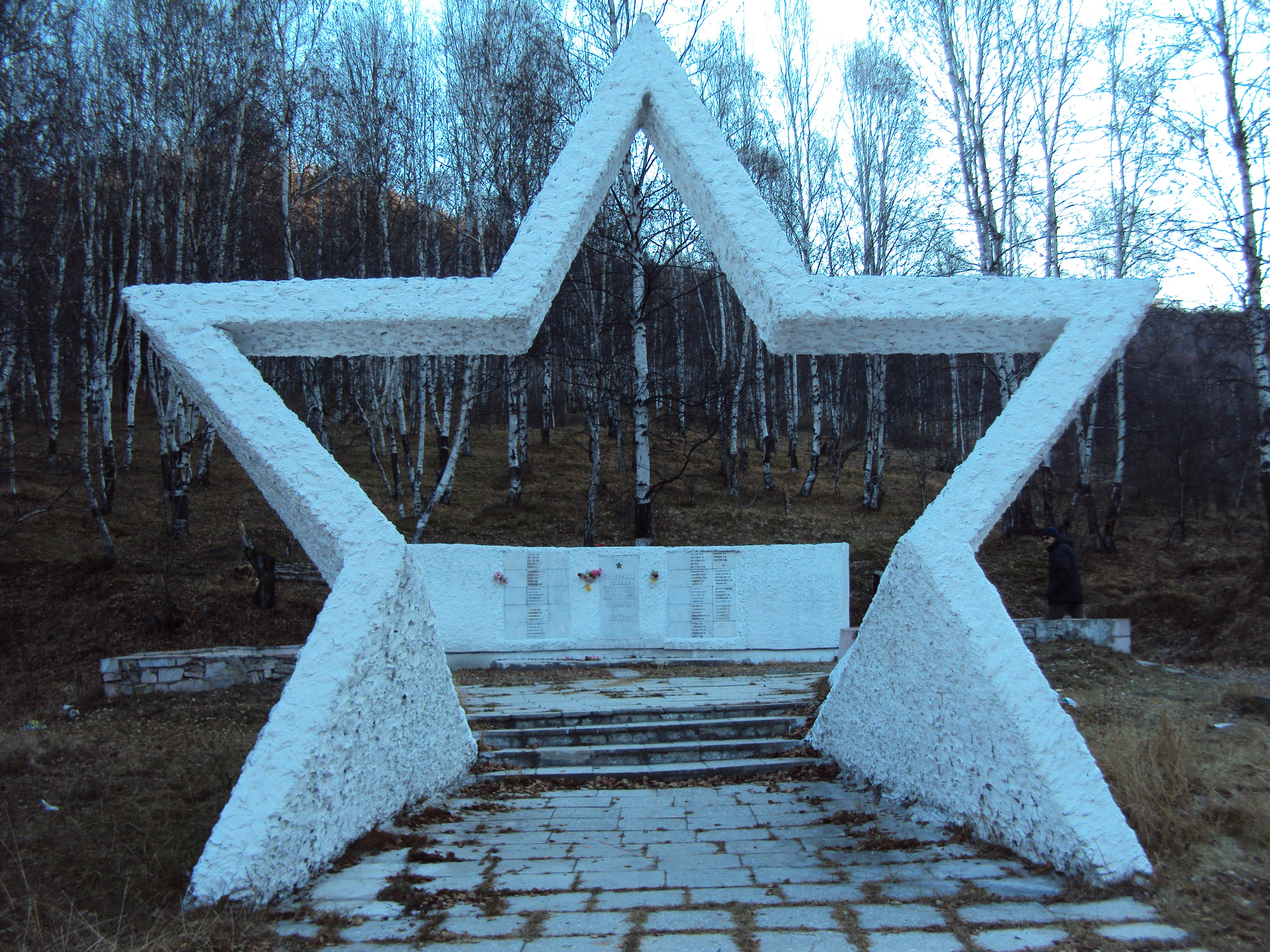
Monumento a los caídos en la Gran Guerra Patria.
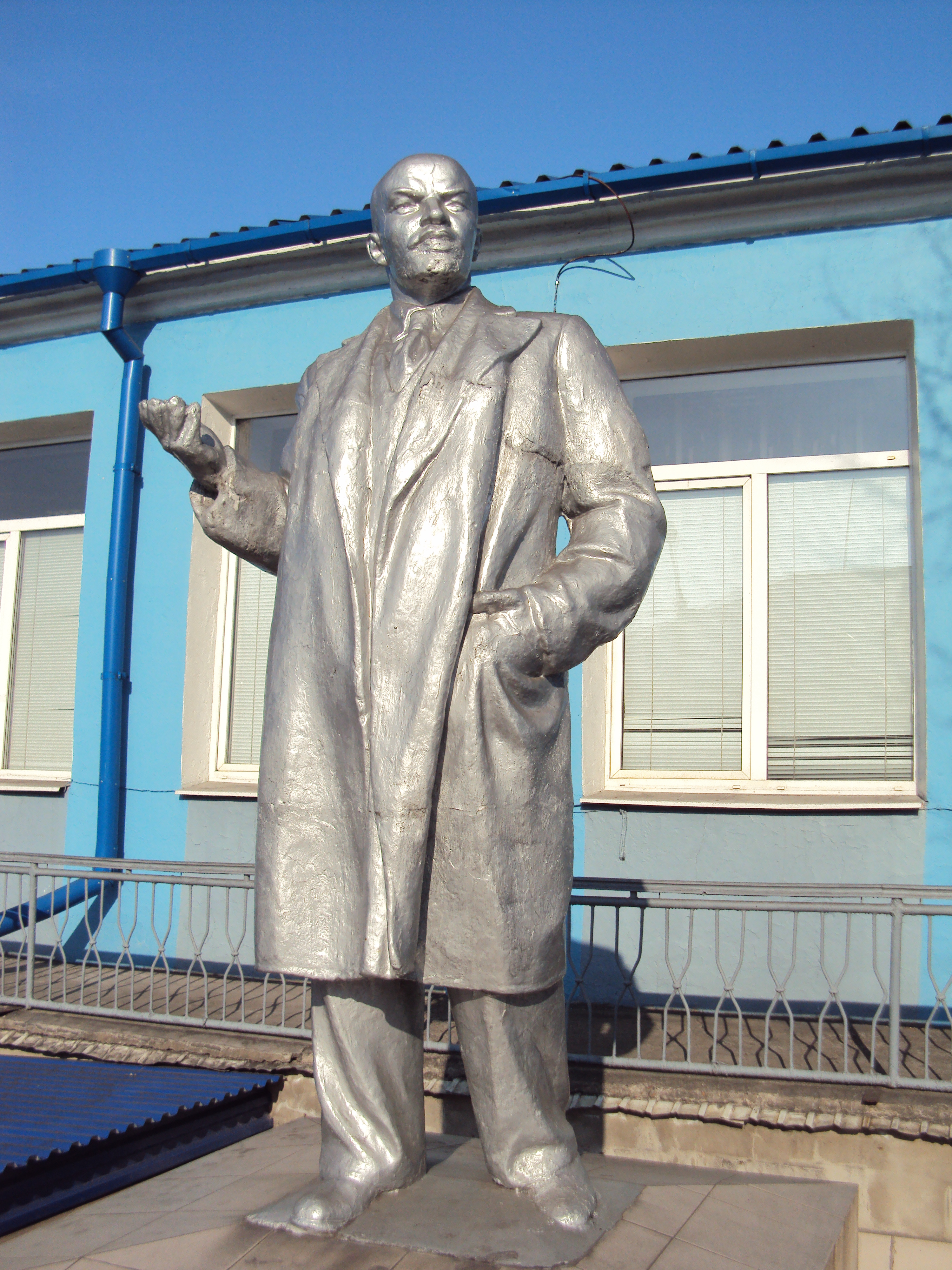
Monumento a Lenin.
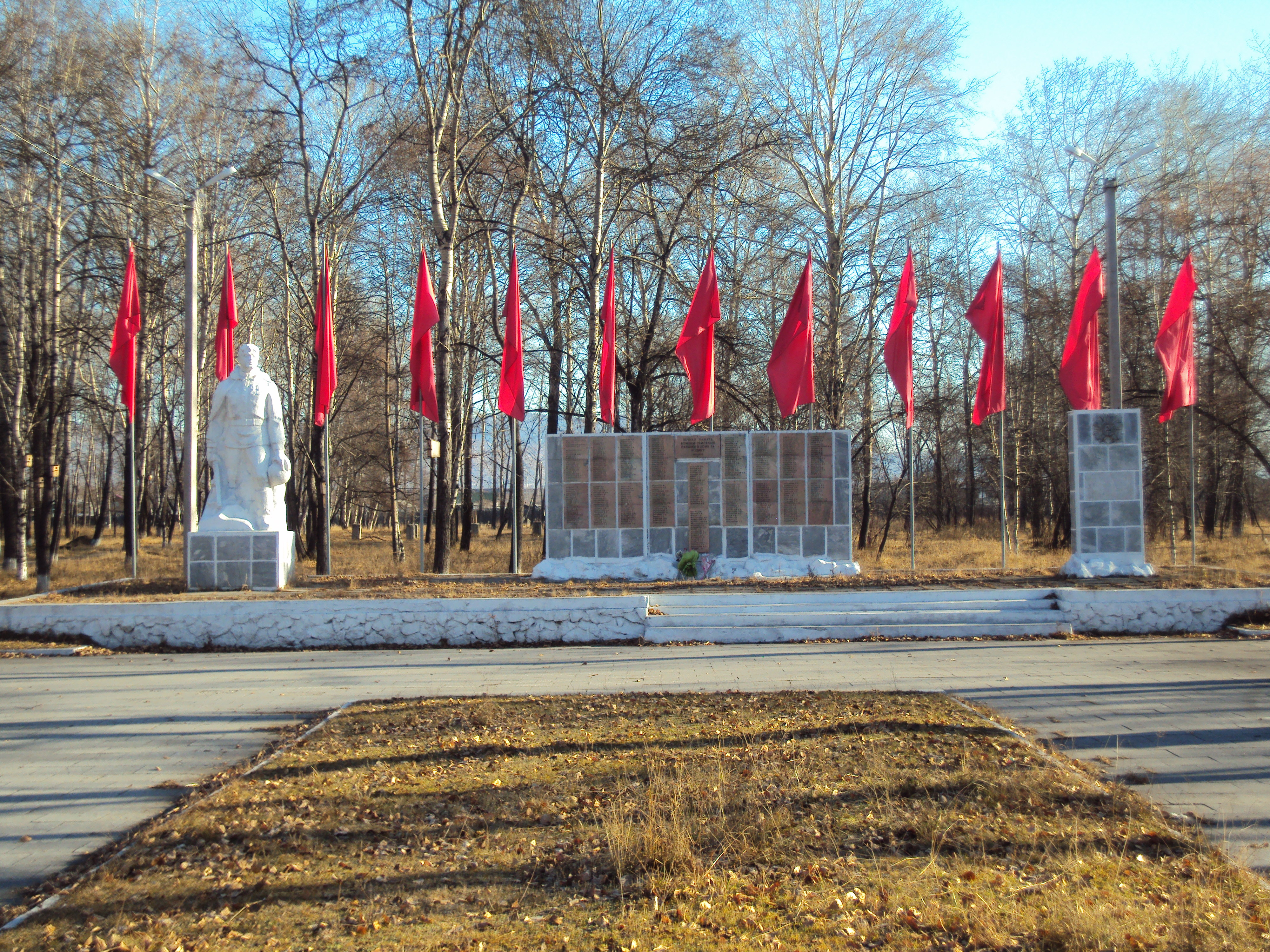
Memorial a los Veteranos de la Gran Guerra Patria.
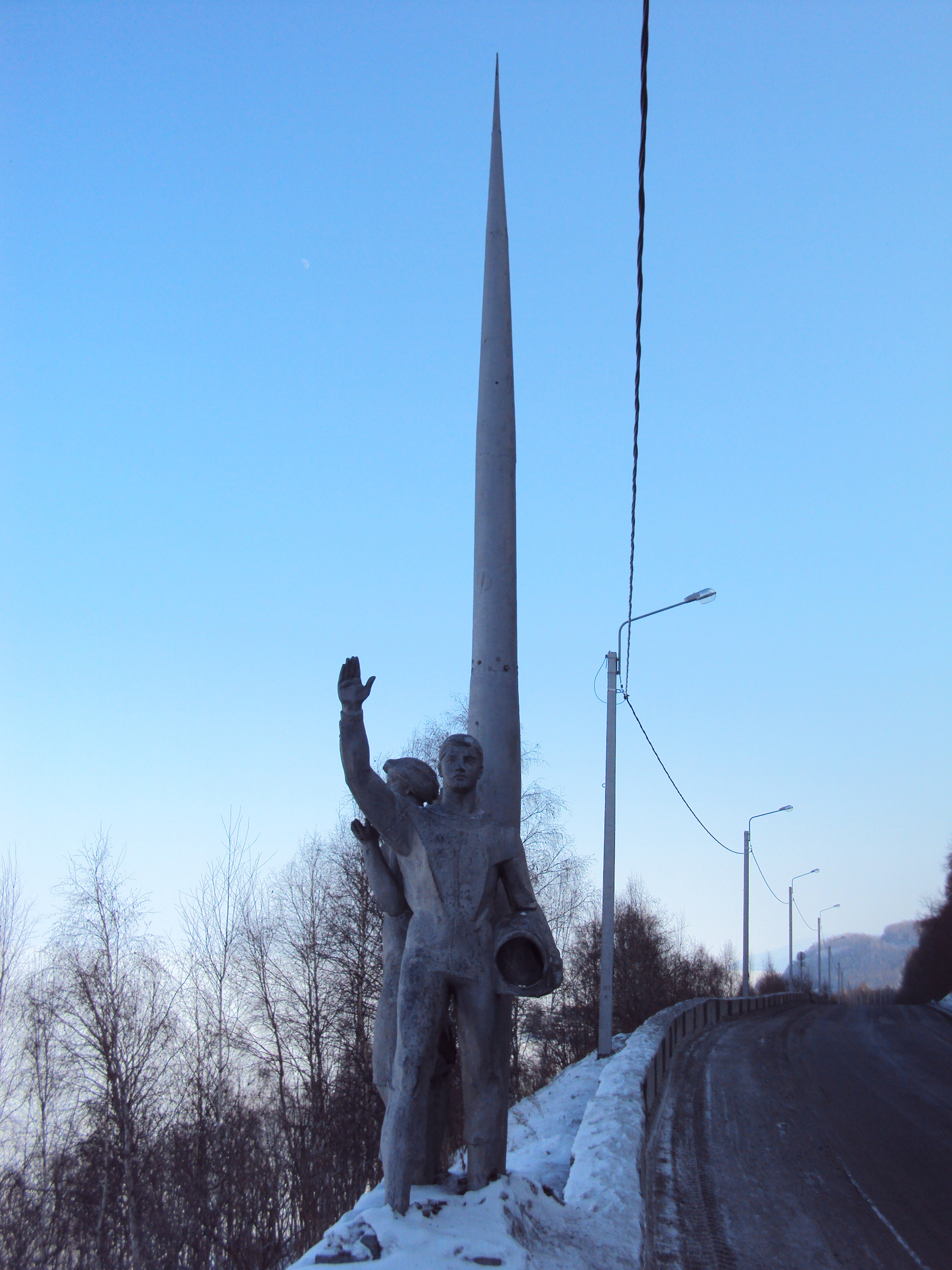
Monumento a los cosmonautas.
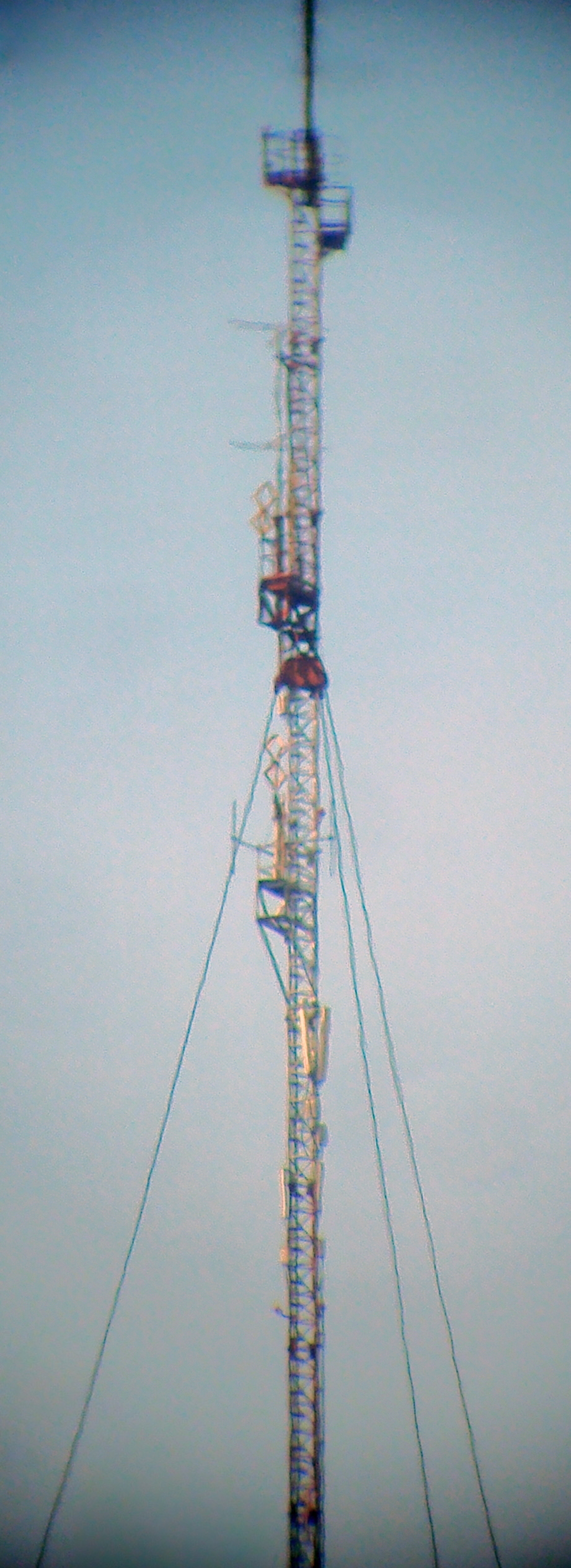
Torre de telecomunicaciones.